# Ronny Venema
Ronny Venema (Meppel, 16 oktober 1974) is een Nederlandse voetballer.

## Loopbaan
Ronny Venema begon zijn voetballoopbaan bij Old Forward in Wilhelminaoord, de plek waar hij ook opgroeide. Bij Old Forward maakte hij veel doelpunten. Na een kort uitstapje naar Havelte, kwam hij in een later stadium bij het Noordwoldiger Olyphia terecht, omdat hij vanaf 1987 de Mavo in dat dorp, Noordwolde, bezocht.
Venema werd ontdekt door SC Heerenveen en maakte de overstap naar de jeugdopleiding van de club uit het Friesche Haagje. Daarvoor had hij bij Olyphia, onder leiding van trainer Arie Flobbe en leider Hennie Boers, al zijn debuut in het eerste elftal gemaakt. Flobbe was als oud-voetballer van de groen-witten ook als trainer succesvol als opvolger van Jan Vrind uit Wolvega, die met Olyphia was gedegradeerd en in zijn 2e jaar bijna weer degradeerde. Venema was overigens niet de enige speler die van Olyphia naar de Heerenveense jeugdopleiding vertrok, want zijn klasgenoot en goede vriend Johnny Jansen uit Noordwolde ging met hem mee.
Ronny Venema debuteerde op 2 april 1995 in het eerste elftal van Heerenveen in de Nederlandse competitie, thuis tegen Ajax. De wedstrijd eindigde in 3-3 en Ronny speelde als rechtsback tegen international Marc Overmars. Ole Tobiasen uit Denemarken bleek een nog betere rechtsback en hij koos ervoor naar BV Veendam te vertrekken, waarbij Heerenveen-voorzitter Riemer van der Velde hem alle medewerking verleende. Drie jaar later haalde Van der Velde Venema terug.
Vanaf 1999 speelde Venema als vaste rechtsback mee met SC Heerenveen. In zijn debuutseizoen na diens terugkeer werd Heerenveen in 2000 meteen tweede, en mocht het deelnemen aan de Champions League. In een poule met Olympique Lyonnais, Olympiakos Piraeus en Valencia CF kwam Heerenveen tekort, al had het Champions League-avontuur voor Venema wel een plezierige afloop, want in het laatste duel in Valencia schoot hij met een afstandsschot SC Heerenveen naast de Spaanse topploeg wat de 1-1 eindstand opleverde.
Venema was jarenlang onomstreden als rechtsback van Heerenveen, maar hij kreeg in het begin van het seizoen 2003/'04 te maken met blessures. Said Bakkati nam zijn plek in, en in maart 2004 kreeg hij van Riemer van der Velde te horen - hij was nog steeds geblesseerd - dat Heerenveen zijn contract niet zou verlengen. In deze jaren was hij ook actief als jeugdtrainer bij VV Havelte en Olyphia. Later vond hij onderdak in Leeuwarden bij Cambuur Leeuwarden, waar hij in zijn eerste seizoen slechts 14 maal meespeelde in de Gouden Gids Divisie, wederom vanwege een blessure. In het seizoen 2005/06 kwam Venema weer helemaal terug bij Cambuur. Trainer Roy Wesseling maakte hem zelfs aanvoerder. Na dit minder succesvolle jaar bij Cambuur en een aanvaring met trainer Wesseling raakte Venema uit de gratie. Vanaf de zomer van 2006 tot 2009 speelde hij voor zondaghoofdklasser MSC Antaris uit Meppel, ook zijn jongere broer Johnny speelde voor deze club. Met ingang van de zomer van 2010 zal Venema assistent-trainer-speler worden bij vijfdeklasser vv Havelte. Naast de voetbalactiviteiten bij vv Havelte is Venema terug bij zijn oude liefde SC Heerenveen, hij werkt er als accountmanager.
Met ingang van het seizoen 2014/2015 is Venema samen met Peter Everts hoofdtrainer van Olyphia. Vanwege het onmiddellijke vertrek van Everts per 7 november 2014 is Venema vanaf die datum ad interim alleen verantwoordelijk.
In 2019 zal Venema Olyphia verlaten en met ingang van het seizoen 2019-2020 hoofdtrainer worden van vierdeklasser VV Steenwijk. Begin april 2019 adviseerde Venema in een interview in de lokale krant Stellingwerf de clubs Olyphia, Oosterstreek, Trinitas, Zandhuizen en Sport Vereent te fuseren tot één sterke club.